# Resuttano
Resuttano es una comuna siciliana de 2.467 habitantes de la provincia de Caltanissetta. 

## Superficie
Su superficie es de 38 km². Su densidad es de 65 hab/km². 

## Ubicación
Forma parte de la región italiana de Sicilia. Las comunas limítrofes son Alimena (PA), Blufi (PA), Bompietro (PA), Petralia Sottana (PA), Santa Caterina Villarmosa.

## Evolución demográfica
| Gráfica de evolución demográfica de Resuttano entre 1861 y 2001 |
|                                                                 |
| Fuente ISTAT - elaboración gráfica de Wikipedia                 |